# Freedom Fields
Freedom Fields -en español Los campos de la libertad- es una película documental coproducción de Libia y Reino Unido filmada en colores dirigida por Naziha Arebi sobre su propio guion que se estrenó el 8 de septiembre de 2018 en el marco del Festival Internacional de Cine de Toronto, Canadá. La película trata de la lucha de un grupo de mujeres libias que quiere constituir una selección nacional de fútbol en un país con prejuicios sociales y religiosos arraigados.
A su inicio la película cita una frase del libro feminista de 1984 Sister Outsider –Hermana Otra- de Audre Lorde:"A veces somos bendecidos con la posibilidad de elegir el momento, la arena y la forma de nuestra revolución, pero más comúnmente debemos luchar donde nos encontramos parados."

## Producción
La directora se enteró de un grupo de mujeres que no eran especialmente conocidas y quería representar a la selección nacional de Libia y pensó que podía hacer algo con ellas. Era el tiempo de la revolución de 2011 y creyó que la película finalizaría en 2013, cuando el equipo iba a jugar su primer partido, pero cuando no sucedió cambió el propósito del filme, ya no era una película sobre el equipo nacional sino que “pasó a ser una película sobre un grupo de amigas que luchaba por un proyecto y por sacar adelante su sueño, sobre el trabajo que hicieron desde un punto de vista social para transformar la sociedad en la que vivían” y fue así durante cinco años Naziha Arebi acompañó a las futbolistas con su cámara.

## Financiación
Se trata de una producción independiente que no recurrió a inversores sino que se financió con subsidios de institutos de cine y fondos aportados por el público que apoya los documentales creativos y que compartenuestros argumento y punto de vista.
.

## Sinopsis
La película se desarrolla en tres partes, en la primera, esperanza, que transcurre después de la Guerra Civil de Libia de 2011 y la muerte del coronel Muammar Gaddafi, traduce a través de un grupo de mujeres a las que sigue la cámara, tanto dentro como fuera del campo, que durante más de diez años fueron el único equipo nacional de futbolistas de Libia pero nunca fueron autorizadas para jugar un partido, la expectativa de que una influencia occidental insufle fuerza a los valores vinculados a la democracia, la igualdad de género y la libertad. En la segunda parte se ve cómo aumentan las objeciones de los hombres a las mujeres que juegan en pantalones cortos, y cómo repercute en las mujeres que quieren jugar el juego que aman, y también quieren respetar su religión y sociedad. Al final, el equipo recibe la noticia de que no se les permitirá jugar. La parte tercera muestra una intensificación de la guerra civil y la disolución del equipo. Tres testimonios de jugadoras intentan entender lo sucedido y encontrar la forma de expresar su amor por el juego. Hacia el final de la película, el equipo libio encuentra el modo de jugar un partido con su similar de Egipto; lo hace con camisetas que llevan sus nombres pero sin bandera porque todavía no son reconocidas oficialmente como el equipo nacional del país.

## Exhibiciones y premios
La película fue exhibida el 8 de septiembre de 2018 en el Festival Internacional de Cine de Toronto, Canadá, en octubre de 2018 en el Festival de Cine de Londres, el 6 de abril de 2019 en el Festival Internacional de Cine de Minneapolis-St. Paul, el 10 de mayo de 2019, en el Festival de Cine Docs Against Gravity, de Polonia y en el Festival de Cine de Lausana.
Fue nominada al Premio Bafta de 2019 a la Mejor Película, al Premio en la sección Documental destacado del Festival Internacional de Cine de Minneapolis-St. Paul 2019 y al Premio Caballo de Bronce al Mejor Documental del Festival de Cine de Estocolmo.

## Comentarios
Ángeles Robles opinó que en este documental “el deporte se convierte en metáfora de un cambio social que, pese a las evidentes trabas, resulta imparable” y que en Libia “el fútbol, un deporte tradicionalmente masculino, se erige como estandarte de la lucha, lenta pero llena de esperanza, de las mujeres por alcanzar la libertad de elegir su destino.”
Para la exintegrante de la selección libia, Naziha Arebi “el deporte es una forma muy poco elitista” de abordar los problemas sociales” es “un vehículo accesible y fácil de entender para muchas personas” y esto permite que la historia de estas mujeres valientes y dispuestas a provocar el cambio social que no llega por sí solo “lleguen más fácilmente al público”. Rob Aldam escribió que se trata de “un documental vibrante y valiente que muestra la sociedad de Libia en los años que siguieron a la revolución a través delmicrocosmo del equipo de fútbol femenino”, Daphne Burglar opinó que “Naziha Arebi cuenta hermosamente su historia …es una historia empoderante e inspiradora de la bravura, opresión y hermandad  femenina…película construida casi a la perfección…demuestra el poder del deporte para unificar a las mujeres” Jennie Kermode señaló que “El filme construido con paciente observación por Arebi está lleno de pequeños momentos que encierran terribles prejuicios o un cálido, resiliente humor. Para Joni Blyth “los últimos 30 minutos son increíblemente gratificantes, ya que el equipo finalmente atraviesa la línea y llegó al campo….Lamentablemente, la hora anterior es un penoso camino. Es un final gratificante, pero esto no necesariamente es una película entretenida, y así Freedom Fields se ve arrastrada por el sombrío estancamiento de su tema central. . Paul Chapinal dijo “Está maravillosamente rodada. El sutil trabajo de cámara de Arebi nunca es intrusivo, salvo cuando captura los eventos mientras los funcionarios y gerentes se hunden en agujeros cada vez más profundos; mientras transmite,  vívidamente el entusiasmo, la valentía y las bromas del equipo. Y la banda sonora de Katya Mihailova es una roca en todas partes; Una mezcla flexible de canción tradicional y electrónica más experimental”,
David Pountain señala que cuando al final la película muestra al equipo jugando en Egipto “sugiere que esta victoria aparentemente pequeña puede haber plantado las semillas para un cambio adicional. Es una conclusión optimista que suena a verdad incluso en un contexto de desilusión, que ofrece un recordatorio potente y bien ganado de que las revoluciones no siempre ocurren de una vez.” .
Malik Berkati escribió: “El trabajo de Naziha Arebi es notable ...  porque captura en la edición de su película la imagen de un país que inexorablemente se rarifica…. magnífica representación estética que juega con la noche, las luces de fondo, las sombras y una luz ardiente, el calor inversamente proporcional a la situación política del país que tiende a enfriar la sangre. El estilo musical de Freedom Fields también está bien colocado y coincide perfectamente con el hilo narrativo del documental. .
Madelaine Wall opinó en el sitio cinemascope:

”Está claro que la película… tenía una serie de intenciones, idealmente documentando el éxito y la atención que el equipo de fútbol debería haber obtenido a lo largo de los años. Pero como cada una de las mujeres descritas debe lidiar con la carga de significado que se les impone como jugadoras de fútbol y como sujetos de un documental, todas se liberan. En lugar de un final exitoso del equipo para sentirse bien, estas mujeres se dan cuenta del poder que proviene de su trabajo como individuos. Ya sea como doctores o comenzando sus propias ONG para apoyar a las mujeres, todas de una forma u otra dejan el fútbol atrás, buscando trabajo más allá del alcance de la película.”.

Dani Saad escribió en el sitio scenecreek:

” Los derechos de las mujeres son lo más importante para las jugadoras…El fútbol es presentado como algo más que un deporte porque, en última instancia, lo es. Es más que un juego en ambos lados… Para los islamistas, un equipo de fútbol femenino es una validación del occidentalismo moralmente corrupto y sentaría un precedente para una mayor participación femenina en otros deportes o la vida pública. Para las jugadoras y sus seguidores, el juego representa un precedente para reafirmarse, pero también una conexión simple entre el fútbol y la libertad. Bellamente rodada y con buen ritmo, la directora…logra contar una historia íntima y matizada al tiempo que muestra la vida callejera libia en la complicada era posterior a Gadafi.

## Situación del fútbol femenino en Libia
En Libia cada vez que un equipo femenino o alguna de sus jugadoras aparece en los medios o en las redes sociales se suceden los comentarios descalificadores u ofensivos. Las jugadoras tienen muchas dificultades en una sociedad muy conservadora y deben sortear numerosas barreras sociales y religiosas. Dado el escaso número de jugadoras que viven en Libia, la selección debe completarse con jóvenes residentes en el extranjero. Como no hay un campeonato de fútbol femenino en Libia, las jugadoras son seleccionadas en torneos escolares o en los institutos, pero en esa instancia deben convencer a sus familias para que las autoricen. Quienes están impulsando este deporte lo consideran una herramienta para erradicar los prejuicios y favorecer la emancipación de las mujeres.